# Bézancourt
Bézancourt è un comune francese di 329 abitanti situato nel dipartimento della Senna Marittima nella regione della Normandia.

## Società

### Evoluzione demografica
Abitanti censiti